# (4608) Wodehouse
(4608) Wodehouse est un astéroïde de la ceinture principale.

## Description
(4608) Wodehouse est un astéroïde de la ceinture principale. Il fut découvert le 19 janvier 1988 à La Silla par Henri Debehogne. Il présente une orbite caractérisée par un demi-grand axe de 2,36 UA, une excentricité de 0,22 et une inclinaison de 7,4° par rapport à l'écliptique.

## Compléments